# 旅鶇
旅鶇（學名：Turdus migratorius）亦稱美洲知更鳥（英語：American robin），是鶇屬下的一種候鳥，雖然叫做美洲“知更鳥”，但實際上旅鶇與知更鳥並不是一個屬的生物，二者之間也沒什麼親緣關係。旅鶇廣泛分佈與北美洲，會從加拿大、阿拉斯加飛往墨西哥中部及附近的太平洋沿海地區過冬。它是美國康涅狄格州、密歇根州和威斯康星州的州鳥。有時被認為是現存種群數量僅次於紅翅黑鸝的北美洲陸禽。旅鶇有七個亞種，但只有南下加利福尼亞州的T. m. confinis特征明顯。
旅鶇在白天出沒，晚上則聚集在一起歇息。其食物包括無脊椎動物和植物果實。夏季回歸後不久就會開始產卵，是北美洲最早開始產卵的鳥類之一。它們的巢穴以草葉、樹枝和羽毛等組成，內部墊有細草，外部塗有泥巴。它們黎明時分開始鳴叫。
鷹等大型猛禽是旅鶇的天敵，群居的旅鶇會互相警戒以防止被捕食。褐頭牛鸝會將自己的卵寄生在旅鶇的巢裡，但後者一般並不會隨之接受這些卵。

## 命名法
旅鶇在1766年由卡爾·林奈於《自然系統》第12版中首次描述，他將旅鶇的學名定為Turdus migratorius。至少在1703年就有人將旅鶇稱為“知更鳥”（robin）了。一項關於旅鶇線粒體色素細胞b基因的研究顯示，這種鳥實際並不屬於中南美洲的鶇屬進化枝。與此相反，其與源自非洲的利邦鶇及橄欖鶇關係較近。然而2007年的一項DNA研究指出旅鶇的關係與中美鶇更近，例如二者儘管羽毛上有些不同，但聲音和習性都很相似。
旅鶇現有七個亞種，但這些亞種都處在過渡階段，其間差異很小：
- T. m. migratorius：指名亞種，在美國和加拿大繁殖, 分佈於從阿拉斯加到加拿大北部的苔原邊緣地帶以及新英格蘭到馬里蘭州、北卡羅來納州和弗吉尼亞州西北部地區。在阿拉斯加南部沿海、加拿大南部、美國大部、巴哈馬群島和墨西哥東部過冬。[9]
- T. m. nigrideus：在北魁北克沿海到拉布拉多和紐芬蘭的地區繁殖。在紐芬蘭南部到美國東部及路易斯安那州南部、密西西比州南部和佐治亞州北部過冬。頭部為深黑色、背部為深灰色。後半身的顏色比指名亞種更紅。[9]
- T. m. achrusterus：在俄克拉荷馬州南部到馬里蘭州、弗吉尼亞州西部和佛羅里達州北部的地區及美國墨西哥灣沿岸地區繁殖。在繁殖區南部過冬。前額羽毛為黑色，後半身的顏色比指名亞種更蒼白。[9]
- T. m. caurinus：在阿拉斯加南部及卑詩省沿海、華盛頓州和俄勒岡州沿海繁殖。在卑詩省西南部及南至加利福尼亞州中南部和愛達荷州西北部的地區過冬。其體型小於指名亞種，頭部顏色很深。兩支尾羽末端為白色。[9]
- T. m. propinquus：在卑詩省東南部、亞伯達省南部、薩斯喀徹溫省西南部及南至加利福尼亞州南部和下加利福尼亞北部的地區繁殖。在繁殖區南部和下加利福尼亞南部過冬。其體型與指名亞種相當，或者稍大，但羽毛的色彩較淡。很多雌性沒有紅色的腹部羽毛，雄性羽毛色澤更深、頭部兩側可能較白。[9]
- T. m. confinis：在南下加利福尼亞海拔約1,000（3,300英尺）高的地區繁殖。這一亞種特征比較明顯，後半身為灰褐色。尾羽一般沒有白色斑點，有時這一亞種甚至被當成獨立的種，被稱為“聖盧卡斯知更鳥”（San Lucas robin）[9]。而美國鳥類學家聯盟只把它當成亞種。[10]
- T. m. phillipsi：在墨西哥瓦哈卡州中部以北地區繁殖，體型比T. m. propinquus為小，而喙更大。雄性後半身的紅色較指名亞種為淡，其聲音也較為乾澀。[9]

## 描述

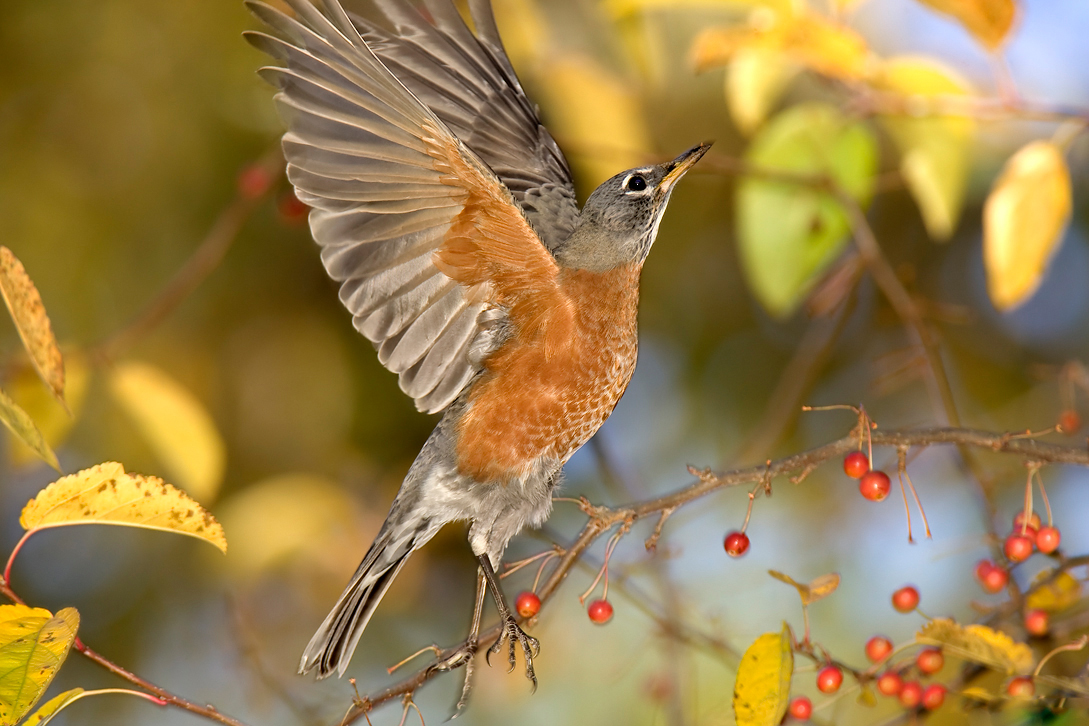
一隻北卡羅來納州在枝頭展翅的旅鶇

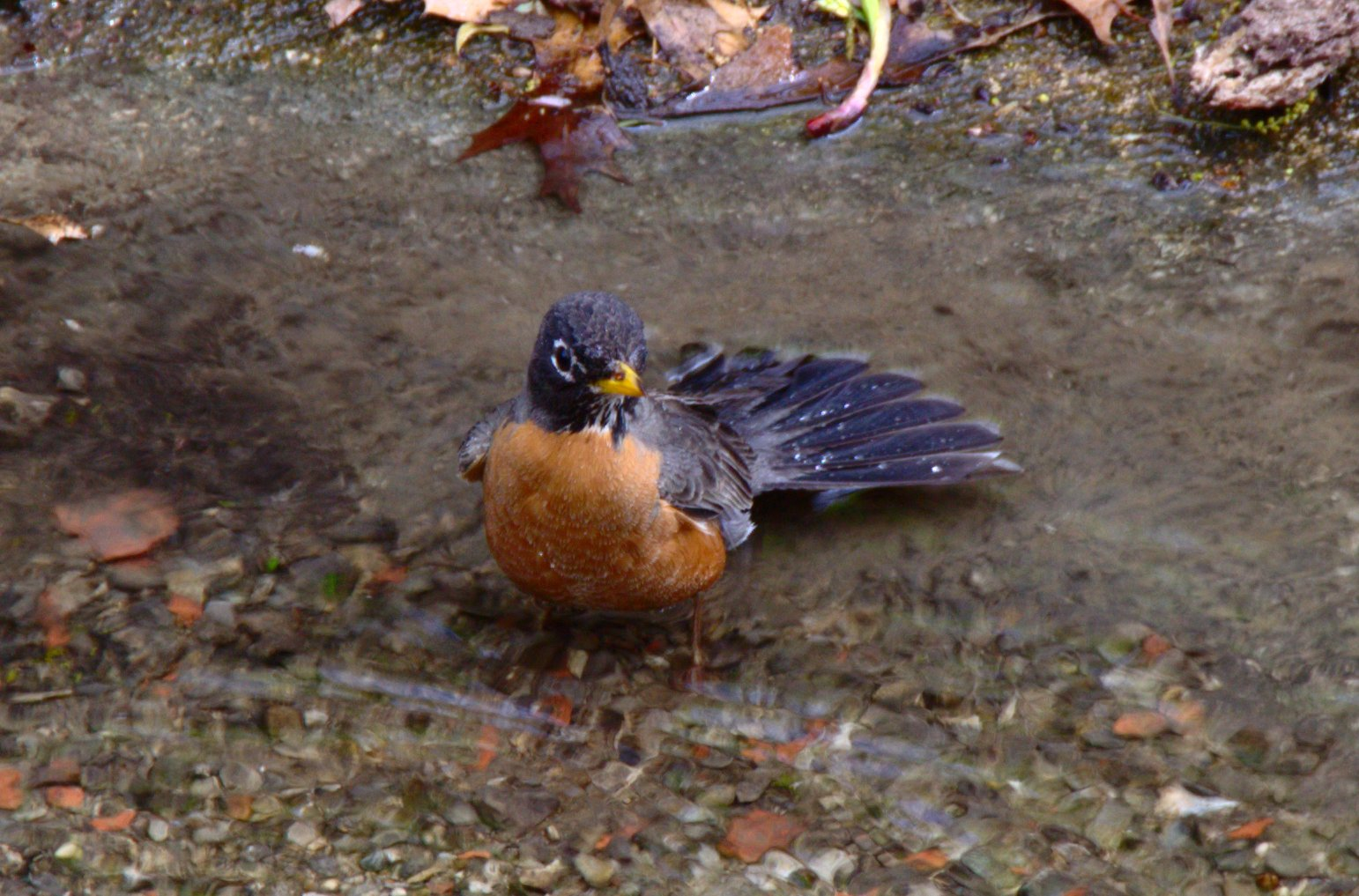
一隻在多倫多的公園里涉水的旅鶇

旅鶇的指名亞種體長約23至28（9.1至11.0英寸），翼展約31至41（12至16英寸），全部亞種體重都在77克（2.7盎司）左右。雄性體重約72至94克（2.5至3.3盎司），雌性體重約59至91克（2.1至3.2盎司）。標準測量中，翅弦長約11.5至14.5（4.5至5.7英寸），嘴峰長約1.8至2.2（0.71至0.87英寸） ，蹠骨長約2.9至3.3（1.1至1.3英寸）。頭部顏色從墨黑到灰色不等，眼睛周圍及眉都是白色的。喉部為白色，有黑色條紋。腹部和羽翮基部為白色。胸部為富於變化的紅褐色或橘紅色。喙基本是黃色的、有深色尖部，且這一部分在冬季會變得更深。跗蹠均是褐色的。
兩性特征基本相似，雄性更加活躍，羽毛的色彩也有細微差別，例如雄性腹部顏色稍亮。但並不是所有的旅鶇的性別都可以單靠羽毛就分辨出來。幼年體羽毛顏色更淡，胸部有黑色斑點、羽翮基部發白。已長到一歲的幼鳥就很難與成年體區分了，惟只沒有成年體那麼活躍。少數幼鳥到一歲時羽毛還未完全褪去幼年特征。

## 棲息地
旅鶇的繁殖地包括北美從阿拉斯加到墨西哥北部的大部分地區。少數情況下會在美國北部或加拿大過冬，大多數過冬地都在加拿大以南的地區。它們多在八月末開始遷徙，次年二月和三月返回。雖然在電影《歡樂滿人間》中出現在了倫敦，但其實在西歐很少能見到這種鳥。西歐國家中旅鶇數量最多的國家確實是英國，但英國最多也只有不超過30隻的旅鶇。2003年其秋季遷徙路線突然向美國東部移動，而這也導致了當年過冬的幾隻旅鶇跑到了英國，其中一隻還被雀鷹吃掉了。
除去英國之外，格陵蘭島、牙買加、希斯帕尼奧拉島、波多黎各和伯利茲也都曾發現形單影只的旅鶇。抵達英國等歐洲國家的是指名亞種T. m. migratorius，但發現於格陵蘭島的還有T. m. nigrideus，再往南還有T. m. achrusterus的目擊記錄。
旅鶇習慣在林地或更廣闊的農村和都市地區里繁殖棲息，因為美國深南部多密林，旅鶇便很少將這些地方當做繁殖棲息地。在選擇過冬地時，旅鶇有著同樣的偏好。

### 保護狀況
旅鶇分佈十分廣泛，面積可達16,000,000平方（6,200,000平方英里），最大的種群數量可達3.20億隻。旅鶇也不符合IUCN紅色名錄指定的數量下降標準，因此被當做無危物種。這種鳥曾被當做食物獵殺，但現在美國採用的1918年候鳥法案保護著美國境內的旅鶇。
此外，加利福尼亞州T. m. propinquus的分佈範圍還在擴大，而美國其他地區可能也發生了同樣的事情。

## 習性
旅鶇夜伏晝出，冬季夜晚會在濃密的草木叢中集群棲息。晚上的大型集群在白天分散成不同的小組來覓食。夏季，旅鶇會保護他們的領地，也較少進行社交。不過即使在爭奪領地，他們還是會群起禦敵。

### 食物

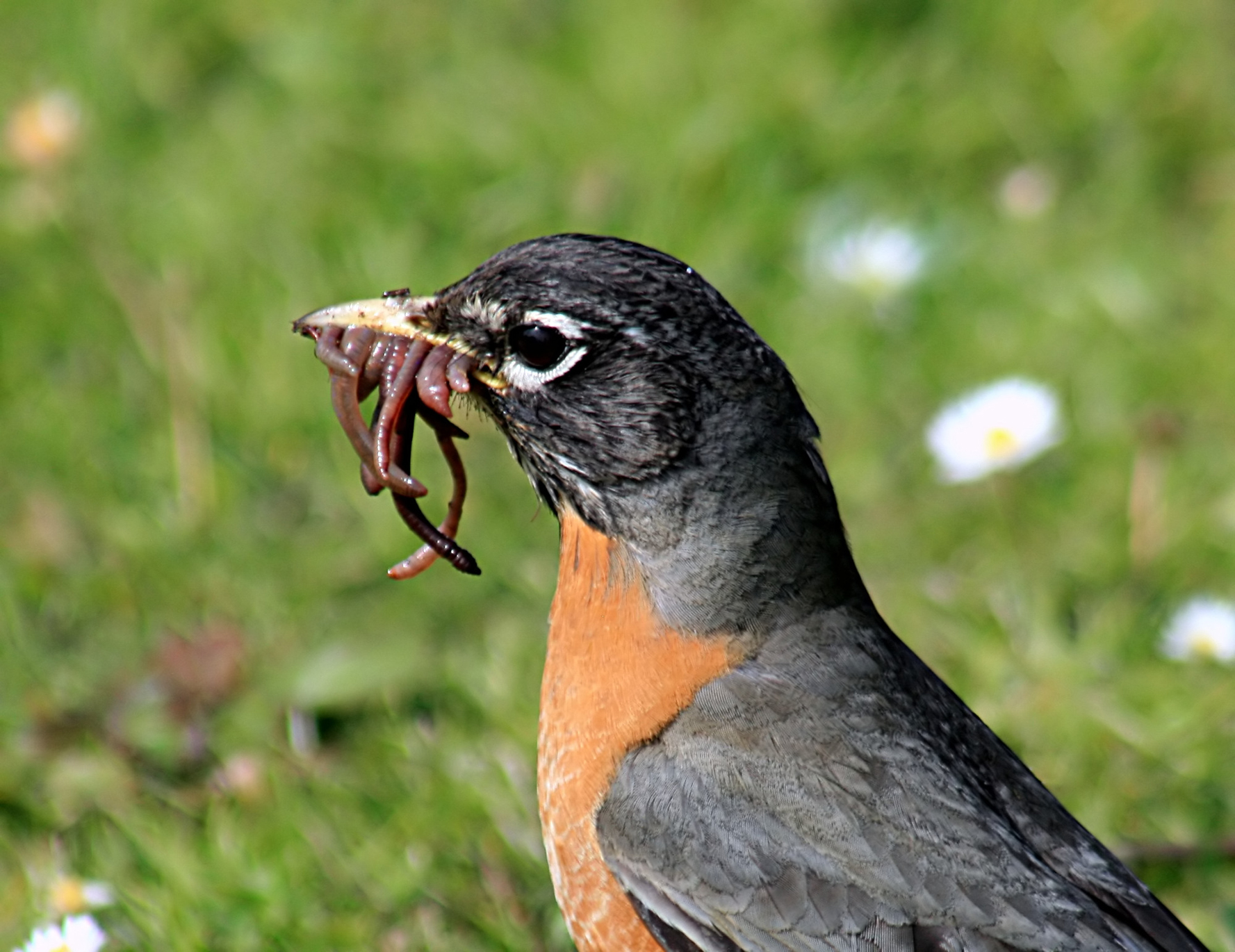
一隻銜著蟲子的旅鶇

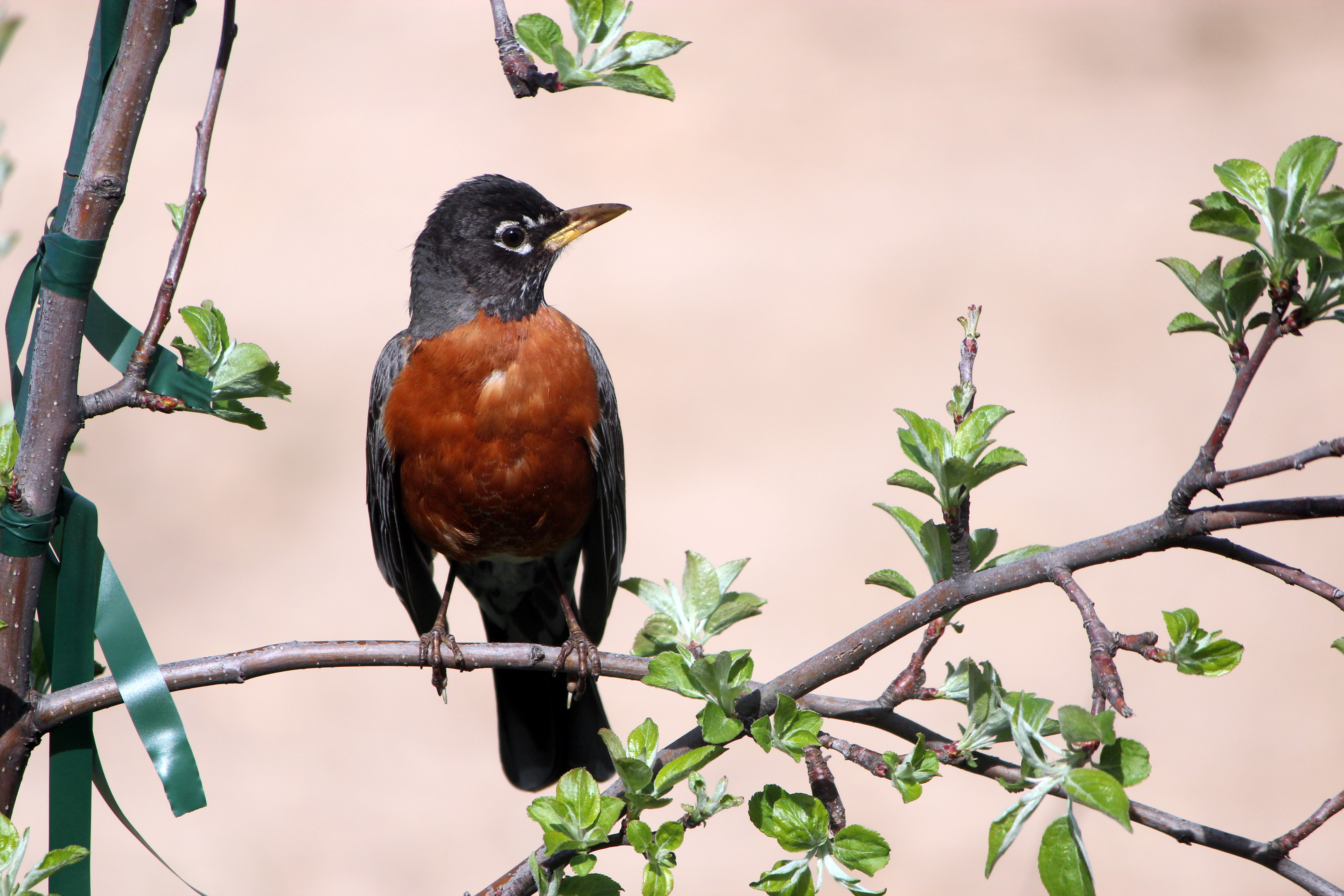
一隻棲息在樹上的旅鶇

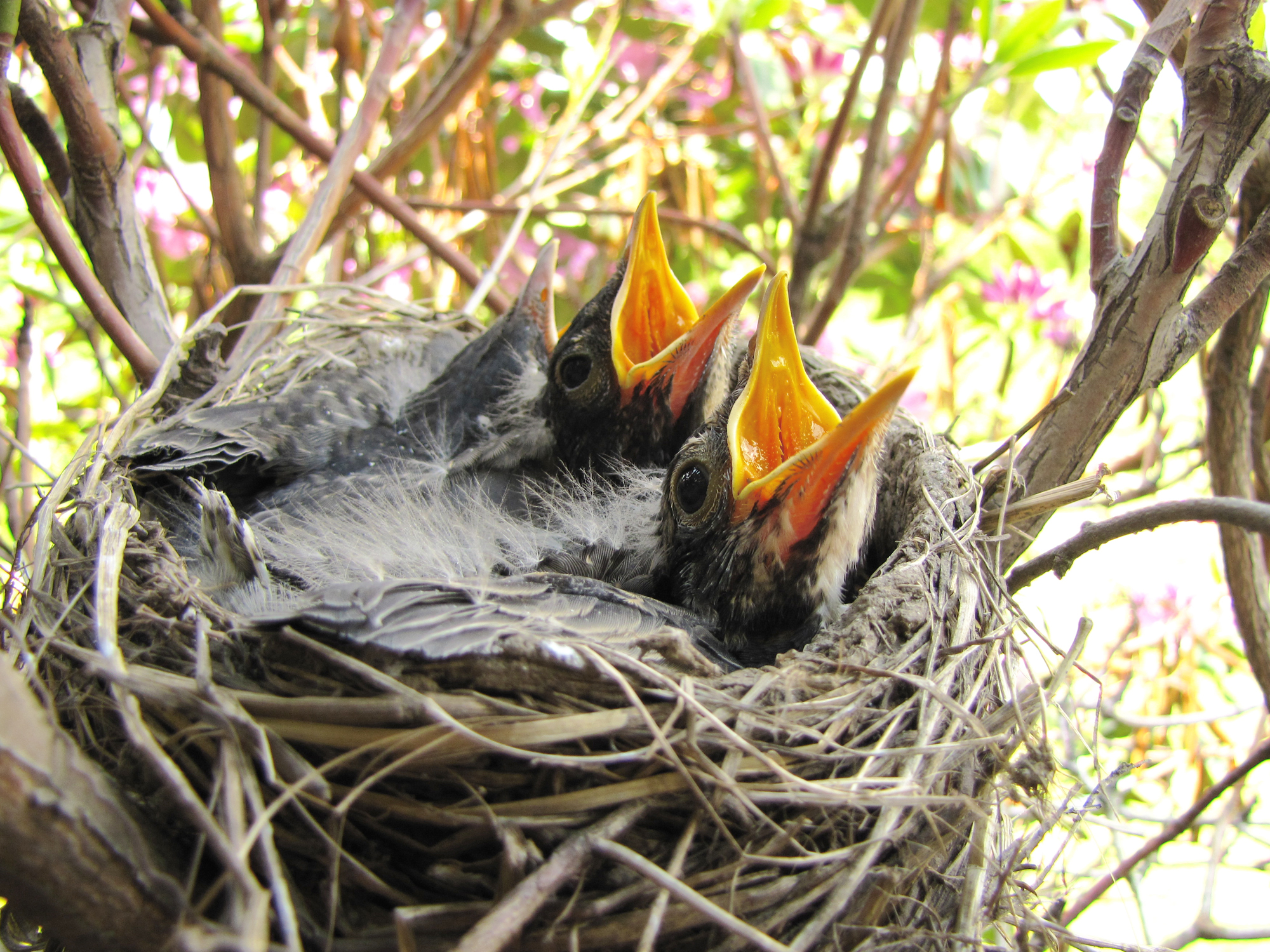
幼鳥

旅鶇的食物40%為蚯蚓、毛蟲和蚱蜢等無脊椎動物，它們會在地表尋找這些動物為食。另外的60%為植物果實，它們會集體覓食火棘屬植物的漿果，因為該屬植物成熟的果實含有酒精而喝醉，導致步履不穩甚至摔跤。幼鳥則一般主要以柔軟的無脊椎動物為食。在沿海地區，T. m. caurinus還會在海灘上覓食小型軟體動物。
旅鶇可以利用聽覺、視覺、嗅覺甚至還可能包括觸覺來覓食，但以視覺為主。常可以看到在草地上跑跑跳跳地并左右晃動腦袋來尋找食物的旅鶇。此外要尋找地下的食物就還是要依靠聽力。

### 威脅
松鼠、蛇和其他一些鳥類諸如冠藍鴉、暗冠藍鴉、擬椋鳥、美洲烏鴉和渡鴉等會捕食幼年的旅鶇。成年旅鶇的天敵主要是各種大小的鷹屬、隼屬猛禽、貓和大型蛇類（尤其是食鼠蛇），其中總共有28種猛禽會以旅鶇為食。繁殖季節的旅鶇因為容易分心而更容易被捕捉到。但在集群的時候就比較警惕，並會互相警戒。
旅鶇不會接受牛鸝屬鳥類的寄生卵，即使這些卵被成功孵化，幼鳥通常也不可能活到羽翼豐滿。旅鶇是西尼羅河病毒的寄主，而這種病毒會殺死烏鴉和松雞，它們也很可能通過蚊子將這種病毒傳染給了人類。此外，在一項關於105隻旅鶇幼鳥寄生蟲的試驗中，77.1%的幼鳥被發現至少感染了一種或兩種寄生蟲，其中比翼屬的寄生蟲尤為常見，共57.1%的幼鳥感染了比翼屬寄生蟲。

### 繁殖

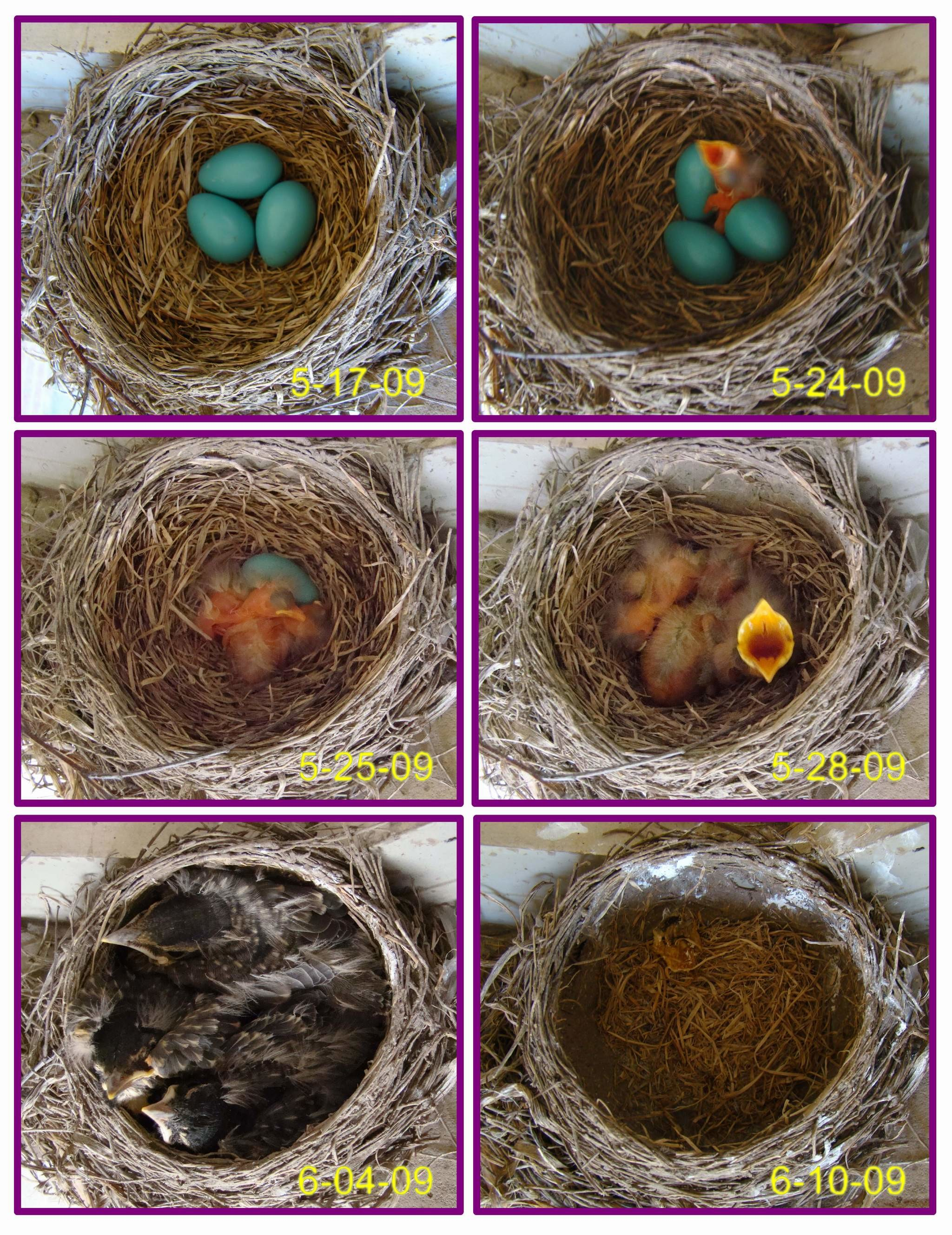
一系列攝影顯示了旅鶇在三週內由出生到會飛的變化

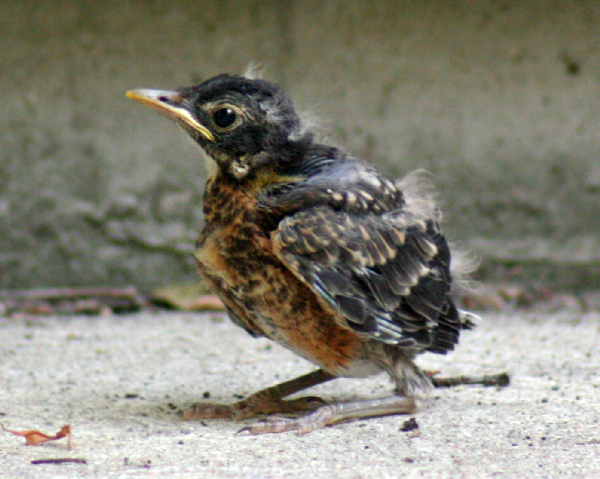
已長出羽毛的幼鳥

在夏季過冬返回之後，旅鶇就會馬上開始繁殖，是北美最早開始繁殖的鳥類之一。四月至七月間產二至五枚卵。它們的巢一般建造在地面以上1.5至4.5（4.9至14.8英尺）的灌木叢中，有時也會集群在幾枝樹杈上築巢。只有雌性旅鶇才會築巢，材料主要是雜草、樹枝和羽毛，外部塗抹泥巴，裡面加上細草等柔軟襯墊。在靠北的地區，最早的巢筑在常青樹上，而後來的巢就只能筑在落葉樹上了。一些人類的屋簷下也可以找到旅鶇的巢。
它們的卵多為橢圓形，顏色為淺藍。兩周後幼鳥就可以破殼而出，再過兩星期就可以飛翔了。剛出生的雛兒身體赤裸，需要數天時間才可以睜開眼睛。成鳥會帶走巢中的包括幼鳥白色糞便在內的廢棄物質。即使可以飛翔，幼鳥仍然會跟隨成鳥一段時間，並從後者那裡乞取食物。
通過鳥足帶，研究者發現只有二成幼鳥可以活過第一年。而其平均壽命只有兩年，壽命最長的旅鶇則活了14年。

### 鳴叫
像同屬的其他鳥類一樣，雄性旅鶇可以叫很长时间，叫声中会有短暂的停顿。它们的叫声听起来比较欢快，聲調多变。在不同的時間、地區其叫聲也會有差別。它们一般在每年三月至七月末八月初鸣叫，東部地區的一些旅鶇在九月還會持續鳴叫。它們也是太陽初升時最早開始鳴叫的鳥類，直到夜晚聲音不絕，而地點一般是高高的樹枝上。在旅鶇的各個亞種中，T. m. confinis的叫聲較其他亞種為弱，也不甚清晰。
除去持續的叫聲外，旅鶇也會發出特定的聲音用以交流、示警等。

## 在人類文化中
旅鶇不僅是美國康涅狄格州、密歇根州和威斯康星州的州鳥，1986年也曾被印在“加拿大鳥類系列”的2加拿大元紙鈔上，但這種紙鈔已被國家收回。知更鳥蛋藍就是因為與旅鶇的卵顏色相同而得名。
在美國土著居民的神話中，旅鶇也有著一定的地位。與歐洲的知更鳥類似，美國土著传说旅鶇是因為想要吹散威脅著一位男性土著和一名男孩生命的火焰，所以胸部才会变得如此之紅。特林基特人將旅鶇當做文化英雄，並以其名來讚揚有他們那樣的歌聲的人。
1930年代中期，一個旅鶇家族因為築巢於水牛城和伊利堡之間的和平橋上而被稱為“和平橋知更鳥”（Peace Bridge robins）。
旅鶇也被北美洲的人們當做春天的象征。埃米莉·狄更生曾專門寫過一首詩，名為“我如此害怕第一隻知更鳥”（I Dreaded That First Robin So）。此外威廉·亨利·德拉蒙德也曾寫過一首叫做“第一隻知更鳥”（The First Robin）的詩，根據德拉蒙德的妻子所述，這首詩來的灵感源自魁北克迷信，當地人認為第一個看到第一隻知更鳥的人會帶來好運。哈利·M·伍茲曾寫過一首名為“When the Red, Red Robin (Comes Bob, Bob, Bobbin' Along)”的歌曲，這首歌在1926年大為流行。
美國漫畫中的超級英雄羅賓之所以叫“羅賓”（Robin），就是因為他出生在第一隻美洲知更鳥到來的那一天。

## 外部連結
- 互聯網鳥類收藏上有关American Robin的錄像、照片和音頻
- Albinism in Robins
- American Robin Facts （页面存档备份，存于） Washington Nature Mapping Program
- Plans for American Robin nesting shelves
- Nesting Journal of American Robins （页面存档备份，存于）

音頻
- American Robin Vocalizations
- American Robin Sound FIle vivanatura.org